# 二氯甲基胂
二氯甲基胂，亦可简写为MD，是一种有机化合物，化学式为CH3AsCl2。它是一种无色、易挥发的液体，具有很强的毒性，是一种糜烂性毒剂，可作为化学武器使用。

## 历史
德国化学家于1917-1918年间，在第一次世界大战的战场上首次将二氯甲基胂作为武器使用。这是历史上第一种作为化学武器使用的有机砷化合物。

## 化学性质
以砷原子为中心，二氯甲基胂分子呈三角锥形，Cl-As-Cl和C-As-Cl形成的两个角均接近90°（见图示）。实际上，全部以三价砷为中心的分子都有相类似的结构。
二氯甲基胂可由甲基氯化镁和三氯化砷反应制得：
AsCl3  +  CH3MgCl  →   CH3AsCl2  +  MgCl2
通常，这种合成会在醚类或四氢呋喃溶液中进行，然后通过蒸馏分离产物。使用过量的甲基氯化镁会产生二甲基氯胂（(CH3)2AsCl）和三甲基胂（(CH3)3As）。
在一战中，德国的生产方法包含如下三个步骤，首先是亚砷酸钠的甲基化：
2 Na3AsO3 + (CH3O)2SO2 → 2 CH3AsO(ONa)2 + Na2SO4
随后是用二氧化硫还原上一步的产物：
CH3AsO(ONa)2 + SO2 → CH3AsO + Na2SO4
接着使单甲基砷的氧化物反应，产生氯化氢和二氯甲基胂：
CH3AsO + 2 HCl → CH3AsCl2 + H2O
As-Cl键易受亲核攻击，用钠的金属化合物还原MD可产生聚合物[CH3As]n。

## 中毒反应
二氯甲基胂的部分中毒症状近似于毒漆藤，但眼部和鼻腔刺激感是其独有的，糜烂、发泡可能在中毒数小时后推迟发作。症状还包括：皮肤灼烧，伴有发泡；眼瞼痙攣和恐光；抽搐、腹痛、咳嗽和呼吸困难；在中毒三到五天后，呼吸系统可能受到破坏；此外，溶血反應也可能发生。
MD的效果不是持续性的，它会在短时间内挥发散失。但是，这段时间也足以致命。半數致死量为3,000 mg/(min * m3)。

## 防护措施
除了避开MD可能被使用的区域，活性炭过滤装置和防毒面具可以帮助防护MD。但是，必须注意，MD可以穿透橡胶，所以有些面罩和衣物是无效的。其它类别的防护外罩也是有用的，如全身防护服。漂白剂和氢氧化钠溶液可以有效去除MD。